# Салахлы, Азер Валхад оглы
Азер Валхад оглы Салахлы (азерб. Azər Vəlhəd oğlu Salahlı; 11 апреля 1994, Баку) — азербайджанский футболист, защитник сборной Азербайджана.

## Карьера
Летом 2015 года, являвщийся капитаном молодёжной сборной Азербайджана Азер Салахлы был приглашён в ФК «Карабах» главным тренером агдамцев Гурбаном Гурбановым. Во время летнего трансферного окна 2016 года на правах аренды перешёл из «Карабаха» в «Сумгаит», с которым был подписан годовой контракт.
С 2022 по 31 мая 2025 года выступал за «Нефтчи».

## Чемпионат
Статистика выступлений в чемпионате Азербайджана по сезонам:
| № | Сезон   | Клуб      | Игр | В запасе | Голов |
| - | ------- | --------- | --- | -------- | ----- |
| 1 | 2012/13 | «Интер»   | 0   | 2        | 0     |
| 2 | 2013/14 | «Интер»   | 1   | 2        | 0     |
| 3 | 2014/15 | «Интер»   | 0   | 1        | 0     |
| 4 | 2015/16 | «Карабах» | 6   | 4        | 0     |
| 5 | 2016/17 | «Сумгаит» | 26  | 1        | 1     |

## Кубок
Статистика выступлений в Кубке Азербайджана по сезонам:
| № | Сезон   | Клуб      | Игр | В запасе | Голов |
| - | ------- | --------- | --- | -------- | ----- |
| 1 | 2015/16 | «Карабах» | 1   | 1        | 0     |
| 2 | 2016/17 | «Сумгаит» | 3   | 0        | 0     |

## Сборная Азербайджана

### U-17
22 октября 2010 года сыграл свой первый матч в составе юношеской сборной Азербайджана до 17 лет в квалификационном матче группового раунда Чемпионата Европы УЕФА против сборной Португалии. При этом провел на поле все 90 минут матча.

### U-19
В 2012 году был призван в ряды юношеской сборной Азербайджана до 19 лет. Первую игру в официальном матче провел 26 октября 2012 года в групповом этапе Чемпионата Европы против сборной Исландии. Сыграл все 90 минут матча.

### U-21
Дебютировал в составе молодёжной сборной Азербайджана 1 июня 2014 года в квалификационном матче группового раунда Чемпионата Европы УЕФА со сборной Норвегии. При этом вышел на замену на 69-й минуте матча.

## Достижения
- Серебряный призёр Премьер-лиги Азербайджана сезона 2013/14 годов в составе ФК «Интер» Баку;
- Серебряный призёр Премьер-лиги Азербайджана сезона 2014/15 годов в составе ФК «Интер» Баку;
- Победитель Кубка Азербайджана сезона 2015/16 годов в составе ФК «Карабах» Агдам;
- Победитель Премьер-лиги Азербайджана сезона 2015/16 годов в составе ФК «Карабах» Агдам;